# Leptotarsus (Tanypremna) bezzianus
Leptotarsus (Tanypremna) bezzianus is een tweevleugelige uit de familie langpootmuggen (Tipulidae). De soort komt voor in het Neotropisch gebied.